# Bataille et Fontaine
Cet article court présente un sujet plus développé dans plusieurs articles dérivés.
L'expression « Bataille et Fontaine » désigne un duo d'animateurs et de producteurs de télévision français, composé de Pascal Bataille et de Laurent Fontaine. Ils sont notamment célèbres pour avoir animé sur TF1 de 2002 à 2006 l'émission Y a que la vérité qui compte.